# Subcontinent

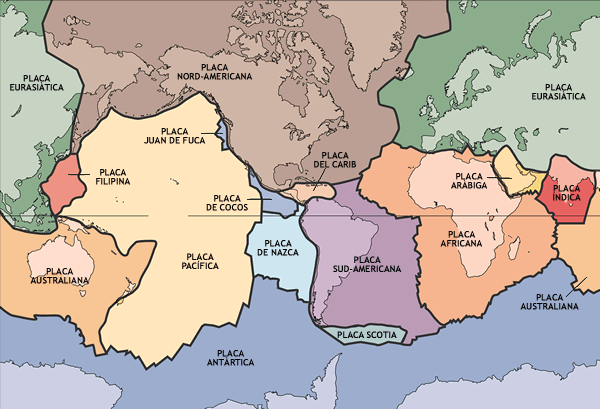
Plaques tectòniques

Un subcontinent és una porció àmplia i delimitada d'un continent. No existeix, tanmateix, un consens específic entre els geògrafs sobre el que constitueix un subcontinent, i sovint pot ser una porció separada de la resta del continent al qual pertany per una serralada o cadena muntanyosa, per trobar-se sobre una altra placa tectònica o per constituir una divisió geopolítica distinta. En català, tradicionalment es distingeixen els següents subcontinents:
- Subcontinent de Nord-amèrica: La secció més septentrional d'Amèrica, des d'Alaska fins a l'istme de Tehuantepec. La major part del subcontinent es troba sobre la placa tectònica homònima. Geofísicament, el límit entre el subcontinent de Nord-amèrica i Centreamèrica, és la serralada Neo-volcànica al centre de Mèxic. Geopolíticament, tanmateix, el límit és la frontera política de Mèxic amb Guatemala i Belize.
- Subcontinent de Centreamèrica: El conjunt d'istmes des de Tehuantepec fins a l'istme de Panamà que uneix els subcontinents nord-americà i sud-americà. La major part de Centreamèrica és situada sobre la placa del Carib, la qual s'estén sobre gran part de les Antilles.
- Subcontinent de Sud-amèrica: La secció meridional d'Amèrica; tot el territori al sud de l'istme de Panamà. El territori sud-americà es troba sobre la placa tectònica homònima.
- Subcontinent indostànic: la península de l'Àsia al sud de la serralada dels Himàlaia; també està situada sobre la placa homònima.

Considerant els criteris de plaques tectòniques, la península Aràbiga també podria ser considerada un subcontinent, encara que en no haver-hi una frontera geogràfica específica ni cap varietat climàtica, generalment no es considera com a tal.
D'altra banda, Europa, sovint es considera un subcontinent d'Euràsia, les característiques definitòries del qual serien més aviat sociopolítiques i culturals, ja que Europa i Àsia es troben ambdós sobre la mateixa placa tectònica.
I, finalment, algunes grans illes, per les seves dimensions i sovint també perquè es corresponen amb plaques tectòniques diferents, tenen totes les característiques d'un subcontinent. Serien els casos de Madagascar, Groenlàndia i, òbviament, Austràlia, tot i que, en aquest cas, es tracta de la porció principal del continent insular Oceania.